# Bastarde von Morgen
Bastarde von Morgen ist das sechste Studioalbum der deutschen Band Toxpack. Es erschien am 2. September 2011 über das Independent-Label Sunny Bastards. Die LP-Version wurde von Crazy United Records verlegt.

## Entstehungsgeschichte
Nach der Veröffentlichung des Vorgängeralbums Epidemie (2009) musste sowohl das vorherige Label People Like You Records als auch der Vertrieb SPV Insolvenz anmelden. Beide wurden später von Century Media aufgekauft. Toxpack planten ein neues Album im April 2010 einzuspielen, doch People Like You Records und ihr neuer Vertrieb hielten dies für verfrüht. So beschloss man einvernehmlich, getrennte Wege zu gehen. Man wechselte dann zu Sunny Bastards. Der Albumtitel ist jedoch keine Anspielung auf den Wechsel und stand schon vorher fest. Im Oktober 2010 wurden erste Songfragmente zusammengesetzt. Die Vorproduktion dauerte von Januar bis zum festen Studiotermin im April 2011. Bis auf Wenn die Sehnsucht stirbt, bei dem der Text von Hinnrich Schmidt stammt, wurden alle Lieder von Tommi Tox (Thomas Rademacher) geschrieben. Das Album wurde, wie bereits der Vorgänger, von Harris Johns produziert und in den Music Lab Studios in Berlin aufgenommen.
Das Album erschien pünktlich zum zehnjährigen Bandjubiläum am 2. September 2011 über Sunny Bastards. Eine LP-Version erschien über Crazy United Records. Daneben wurde eine limitierte Picture-LP sowie eine Version auf weißem Vinyl veröffentlicht.

## Titelliste
1. Ludi Incipiant – 1:17
2. Zehn – 2:59
3. An all die Dämonen – 3:08
4. Bastarde von Morgen – 3:16
5. Das Problem sind wir selbst – 3:46
6. Wunden der Zeit – 3:33
7. Heute so, Morgen so (feat. Roi Pearce von The Last Resort) – 3:40
8. Was uns verbindet – 3:41
9. Wenn Sehnsucht stirbt – 3:39
10. Profilneurotiker – 3:35
11. Uhrwerk – 3:43
12. E.B.S.C. (feat. Paul Bearer von Sheer Terror) – 3:45
13. Libertas – 3:17

## Songinfos
Der Titelsong Bastarde von Morgen handelt von Menschen, die andere wegen ihres Aussehens, ihrer politischen Ausrichtung oder ihrer Andersartigkeit ablehnen. Es handelt sich um ein gesellschaftskritisches Lied, das die „erzwungene Individualitätslosigkeit (…) in unserer Klassengesellschaft“ thematisiert und anprangert. Das gleiche Thema behandelt Wenn Sehnsucht stirbt, dem einzigen Song, dessen Text von Schlagzeuger Schmidt geschrieben wurde.
Mit Roi Pearce (The Last Resort) und Paul Bearer (Sheer Terror) konnten zwei namhafte Gastsänger gefunden werden. Heute so, morgen so handelt von Szenehoppern und Mitläufern, die keiner Szene treu bleiben, sondern immer auf den neuesten Trend aufspringen. Die erste Strophe wurde in Deutsch gesungen und bei der zweiten Strophe ist Roi Pearce auf Englisch zu hören.
Das Outro von E.B.S.C. wurde von Paul Bearer von Sheer Terror eingesprochen und entstammt einer durchzechten nacht in New York City. Die Abkürzung steht für East Berlin StreetCore, so die Eigenbezeichnung des musikalischen Stils von Toxpack.

## Musikstil
Die Band, die ursprünglich aus der Oi!- und Streetpunk-Szene entstammt, konnte sich mit diesem Album auch in der Deutschrock-Szene etablieren, die zu dieser zeit gerade groß wurde. Weiterhin im Streetpunk beheimatet, sind Toxpack auf diesem Album etwas härter und düsterer zu Gange. So erinnern einige Riffs an deutschen Thrash Metal der 1980er. Trotz der Härte sind die Lieder eingängig gehalten. Verglichen wurde der musikalische Stil von Bastarde von Morgen mit unter anderem The Exploited, The Business, Agnostic Front, Troopers und Volxsturm. Die deutschen Texte behandeln genretypisch das harte Leben auf der Straße, persönliche Erlebnisse und die Punkszene im Allgemeinen.